# Флор и Лавр
Флор и Лавр су ранохришћански мученици и светитељи из 2. века. 
Пореклом су били из Цариграда а живели су у Улпијани граду у Илирији. Били су зидари и каменоресци. По предању Ликаион, префект Илирика који је био незнабожац запослио их је на зидању идолског храма. Догоди се при њиховом раду, да један одломак камена одскочи и удари у око сина паганског свештеника Мемертина, који је посматрао рад неимара. Видећи свог сина ћоравог и крвавог, жрец стаде викати на Флора и Лавра и хтеде их тући. Тада му они рекоше, ако буде веровао у Бога, у кога они верују, син ће његов оздравити. Жрец обећа. Флор и Лавр са сузама помолише се Богу Господу, живоме и јединоме, и крсним знаком знаменоваше детиње избијено око. И дете оздрави одмах, и око му постаде цело као што је и било. Тада се крсти жрец Мемертин и син његов, и ускоро по том оба пострадаше за Христа у огњу. А Флор и Лавр када довршише храм, ставише крст на њега, позваше све хришћане и осветише га именом Господа Исуса и свеноћним пјенијем.
Сазнавши за ово, илиријски намесник наредио је да Флора и Лавра живе баци у бунар, и бунар затрпају земљом.
Њихове мошти пренете су у Цариград.
Православна црква прославља светога Флора и Лавра 18. августа по јулијанском календару.

Напомена: Овај чланак, или један његов део, изворно је преузет из Охридског пролога Николаја Велимировића.